# George Brink
Pour les articles homonymes, voir Brink (homonymie).
George Edwin Brink, né le 27 septembre 1889 et mort le 30 avril 1971, est un commandant militaire sud-africain, lieutenant-général.

## Jeunesse
Brink est né à Jagersfontein, dans l'État libre d'Orange, le 27 septembre 1889 et a fait ses études au Grey College, Bloemfontein.

## Carrière militaire
En 1913, Brink a rejoint les forces de défense de l'Union. Pendant la Première Guerre mondiale, il a servi en Afrique de l'Est allemande lors de la première campagne d'Afrique de l'Est . En 1919, il fréquente l'Empire Staff College. À son retour, Brink a été nommé à l'état-major du Collège militaire sud-africain, avant d'être nommé commandant du Collège.
En 1933, Brink a été nommé premier officier commandant du bataillon des services spéciaux. En décembre de cette année-là, le colonel Brink a été affecté à Cape Town pour prendre le commandement du Western Cape Command, où il a servi jusqu'au 31 janvier 1937. Du 1er novembre 1937  à 1939, il est directeur de la formation militaire au quartier général de la Défense. Il a été promu chef adjoint de l'état-major général le 15 juin 1938
De 1940 à 1942, Brink a commandé la 1re division sud-africaine pendant la deuxième campagne d'Afrique de l'Est . Il a également commandé la division pendant la campagne du désert occidental en Afrique du Nord.
En 1942, Brink a confié le commandement de la division à Dan Pienaar. Après s'être blessé au dos et avoir été déclaré inapte au service sur le terrain, Brink a alors commandé l'Inland Area Command en Afrique du Sud de 1942 à 1944.
De 1944 à 1948, Brink était chargé de la démobilisation. Il avait déjà pris sa retraite de la Force permanente en 1946 et promu lieutenant général dans les réserves. 
Au cours de sa carrière militaire, Brink a reçu la croix de guerre avec Palmes, Distinguished Service Order, compagnon de l'ordre du Bath en 1941, et commandeur de l'ordre de l'Empire britannique en 1942. Il a également été nommé grand officier de l'ordre d'Orange-Nassau. 

## Distinctions
- Grand officier de l'ordre d'Orange-Nassau